# 2 Hearts
»2 Hearts« je pesem avstralske pevke Kylie Minogue z njenega desetega glasbenega albuma, X (2007). Pesem je različica pesmi, ki jo je na začetku posnela glasbena skupina Kish Mauve, ki pa je različico Kylie Minogue tudi producirala. Pesem »2 Hearts« je bila prva komercialno uspešnejša pesem, ki Kylie Minogue izdala po tem, ko je maja 2005 zbolela za rakom na dojkah.
Pesem »2 Hearts« je s strani glasbenih kritikov prejela mešane ocene. Singl je izšel 9. novembra 2007, nekaj dni pred izidom albuma X. V večini držav je singl izšel digitalno ali preko zgoščenke.
Pesem je bila na glasbenih lestvicah dokaj uspešna; zasedla je prvo mesto na lestvici v rodni državi Kylie Minogue, Avstraliji, s čimer je tamkaj postala njena prva uspešnica od pesmi »Slow« (2003), pa tudi na španski glasbeni lestvici. Poleg tega je pesem »2 Hearts« zasedla eno izmed prvih desetih mest v devetih državah, med drugim tudi na italijanski, britanski, švedski, norveški in slovaški lestvici. Kljub temu pa je pesem postala njen najmanj uspešen singl na Novi Zelandiji, kjer je na tamkajšnji glasbeni lestvici zasedla le štiriintrideseto mesto. Zasedla je tudi šestdeseto mesto na kanadski lestvici.

## Ozadje
Leta 2006 je Kylie Minogue v Londonu, Anglija pričela snemati material za svoj prvi glasbeni album, izdan po tem, ko je zbolela za rakom na dojkah maja 2005. Pesem »2 Hearts« je na začetku napisala in posnela londonska elektronska glasbena skupina Kish Mauve, ki pa jo je nato posredovala Kylie Minogue. Ta je dejala, da je pesem »vzljubila takoj, ko sem jo prvič slišala«, snemalne seje z glasbeno skupino Kish Mauve pa je opisala kot »pravo veselje«.

## Izid
Pesem in njeni remixi so preko interneta izšli že 9. oktobra 2007. Pesem »2 Hearts« so po svetu izdali na najrazličnejših formatih. Večinoma je izšla preko zgoščenke ali digitalno, a v Združenem kraljestvu so jo v omejeni izdaji izdali tudi na gramofonski plošči. Pesem je na Novi Zelandiji izšla na zgoščenki in oboževalci so v sklopu promocije filma White Diamond Kylie Minogue dobili zastonj izvode.
Pesem »2 Hearts« je bila vključena na oglase za promocijo ABC-jeve televizijske serije Dobra mačka s Courteney Cox.

## Sprejem kritikov
Pesem »2 Hearts« je s strani pop glasbenih kritikov prejela mešane ocene. Victoria Newton iz revije The Sun je pesem opisala kot »zagotovo uspešnico«, ki bo »požela vsaj toliko uspeha kot pesem 'Can't Get You Out of My Head'«. Tom Ewig iz revije Pitchfork Media je pesem primerjal z glasbo glasbene skupine Goldfrapp in napisal, da je to »nepričakovana stilska poteza« in da »dela uslugo njeni moči«. Kakorkoli že, Sarah Walters iz revije Manchester Evening News nad pesmijo ni bila tako navdušena; napisala je: »V pesmi je le nekaj stvari, ki sem si jih zapomnila, zato ni primerna za singl«. Alex Denney iz revije Drowned in Sound je napisal, da ga je pesem »2 Hearts« »razočarala« in jo opisal kot »energetsko pesem, ki spominja na burleskno glasbo Christine Aguilere, mešanica elektronsko-vampirskih zvokov Alison Goldfrapp in, dobesedno, Feistine pesmi '1234'.«
Novinar revije Rolling Stone je pesmi »2 Hearts« dodelil štiriindevetdeseto mesto na seznamu 100 najboljših pesmi leta 2007, pa čeprav pesmi sploh niso izdali v Združenih državah Amerike. Pesem je zasedla tudi štirideseto mesto na seznamu 50 najboljših pesmi leta 2007 revije Stylus Magazine.
Leta 2010 so pesem, kot so oznanili na YouTubeu, izglasovali za najboljši singl Kylie Minogue.

## Videospot
Videospot za pesem »2 Hearts« je režiral Dawn Shadforth, posneli pa so ga v studiu Shepperton v Londonu, Anglija. V videospotu se je Kylie Minogue pojavila le v dveh prizorih: oblečena v oprijeto črno obleko iz lateksa z rdečo šminko in svetlo, kodrasto lasuljo, nastopa s svojo glasbeno skupino; nato pa se, oblečena v bolj preprosto črno obleko, pojavi v še bolj temnem okolju. Vse prizore naj bi navdihnil lik Marilyn Monroe v filmu Nekateri so za vroče (1959). Prične se s Kylie Minogue, ki z mikrofonom poje na vrhu klavirja, zaključi pa se z nastopom Kylie Minogue in njene glasbene skupine, okrog katerih padajo barvni konfeti.
Kylie Minogue je navdih za videospot dobila med tednom mode v Londonu v nočnem klubu BoomBox, kjer je nastopila kot DJ-ka. Kostume, ki jih je takrat nosila ona in njena spremljevalna glasbena skupina, sta oblikovala Gareth Pugh in Christopher Kane. Videospot se je 10. oktobra 2007 premierno predvajal na kanalu GMTV.

## Nastopi v živo
Kylie Minogue je s pesmijo »2 Hearts« nastopila na naslednjih koncertnih turnejah:
- KylieX2008
- North American Tour 2009
- Aphrodite World Tour (samo na Japonskem)

Poleg tega je pesem izvedla tudi na televizijski specijalki The Kylie Show (2007).

## Dosežki na lestvicah
Pesem »2 Hearts« je 10. oktobra 2007 uradno izšla na britanskih radijih. 11. novembra 2007 je samo zaradi uspešne digitalne prodaje debitirala na dvanajstem mestu britanske glasbene lestvice. 19. novembra je zasedel vrh lestvice in še trinajst tednov ostal med prvimi petinsedemdesetimi pesmimi na lestvici. Pesem »2 Hearts« je teden dni pred fizičnim izidom debitirala na devetindvajsetem mestu irske glasbene lestvice. Na lestvici se je uvrstila najvišje naslednji teden, in sicer na dvanajsto mesto, med prvimi petdesetimi pesmimi pa je singl ostal še sedem tednov.
Tudi drugod po svetu je pesem »2 Hearts« požela veliko uspeha. Zasedla je prvo mesto na španski lestvici in eno izmed prvih petih mest na švedski in italijanski glasbeni lestvici. 19. novembra 2007 je pesem s 6.149 prodanimi izvodi debitirala na vrhu avstralske glasbene lestvice. Pesem je postala deseti singl Kylie Minogue, ki je debitiral na vrhu te lestvice. Po treh tednih je pesem »2 Hearts« sicer izpadla iz prvih desetih mest na lestvici, vendar je med prvimi desetimi ostala še šest tednov. Na novozelandski lestvici je pesem zasedla štiriintrideseto mesto, nato izpadla z lestvice, se naslednji teden zopet uvrstila nanjo, in sicer na osemintrideseto mesto, ter nazadnje dokončno izpadla. Nato se do leta 2010, pesmi »Higher«, na novozelandsko lestvico ni uvrstila nobena njena pesem.
Pesem je bila dokaj uspešna tudi v Aziji; zasedla je vrh tajske in tretje mesto japonske glasbene lestvice.

## Seznam verzij
| Digitalna različica s singlom (izdan 4. novembra 2007) 1. »2 Hearts« Britanski CD 1 (CDR6751; izdan 12. novembra 2007) 1. »2 Hearts« 2. »I Don't Know What It Is« (Rob Davis, Paul Harris, Minogue, Julian Peake, Richard Stannard) Britanski CD 2 (CDRS6751; izdan 12. novembra 2007) 1. »2 Hearts« 2. »2 Hearts« (remix Alana Braxea) 3. »King or Queen« (Kurstin, Minogue, Poole) 4. »2 Hearts« (videospot) Britanska vinilka (12R6751; izdano 12. novembra 2007) 1. »2 Hearts« 2. »2 Hearts« (remix Alana Braxea) 3. »2 Hearts« (studijski remix) Avstralski CD s singlom (5144245992; izdan 10. novembra 2007) 1. »2 Hearts« 2. »2 Hearts« (remix Alana Braxea) 3. »King or Queen« 4. »I Don't Know What It Is« 5. »2 Hearts« (videospot) Ruski CD s singlom (izdano 18. novembra 2007) 1. »2 Hearts« 2. »I Don't Know What It Is« | Britanska digitalna različica, izdana preko MSN-ja #1 (izdano 4. novembra 2007) 1. »2 Hearts« 2. »I Don't Know What It Is« 3. »2 Hearts« (razširjeni remix Harrisa in Mastersona) Britanska digitalna različica, izdana preko MSN-ja #2 (izdano 4. novembra 2007) 1. »2 Hearts« (remix Alana Braxea) 2. »King or Queen« 3. »2 Hearts« (studijska različica) Britanski promocijski CD #1 (HEARTS001; izdano leta 2007) 1. »2 Hearts« Britanski promocijski CD #2 (izdano leta 2007) 1. 2 Hearts« (remix Alana Braxea) 2. »2 Hearts« (remix Alana Braxea) 3. »2 Hearts« (studijska različica) 4. »2 Hearts« (remix Marka Browna) 5. »2 Hearts« (acappella) Britanska promocijska vinilka (HEARTS2; izdano leta 2007) 1. »2 Hearts« (remix Alana Braxea) 2. »2 Hearts« (remix Marka Browna) 3. »2 Hearts« (remix Kisha Mauvea) 4. »2 Hearts« (studijska različica) 5. »2 Hearts« (razširjeni remix Paula Harrisa) |

## Dosežki
| Lestvica (2007)                        | Dosežek |
| -------------------------------------- | ------- |
| Avstralija (ARIA)                      | 1       |
| Avstrija (Ö3 Austria Top 75)           | 14      |
| Belgija (Flandrija; Ultratop 50)       | 25      |
| Belgija (Valonija; Ultratop 40)        | 25      |
| Kanada (Canadian Hot 100)              | 60      |
| Češka (IFPI)                           | 17      |
| Danska (Tracklisten)                   | 14      |
| Evropa (European Hot 100)              | 3       |
| Francija (SNEP)                        | 15      |
| Nemčija (Media Control Charts)         | 13      |
| Madžarska (Mahasz)                     | 26      |
| Irska (IRMA)                           | 12      |
| Italija (FIMI)                         | 2       |
| Nizozemska (Mega Single Top 100)       | 29      |
| Nova Zelandija (RIANZ)                 | 34      |
| Norveška (VG-lista)                    | 6       |
| Slovaška (IFPI)                        | 7       |
| Španija (PROMUSICAE)                   | 1       |
| Švedska (Sverigetopplistan)            | 3       |
| Švica (Schweizer Hitparade)            | 10      |
| Združeno kraljestvo (UK Singles Chart) | 4       |

| Lestvica (2007)                     | Dosežek |
| ----------------------------------- | ------- |
| Avstralija (ARIA)                   | 81      |
| Velika Britanija (UK Singles Chart) | 77      |

### Ostali pomembnejši dosežki
| Predhodnik: »Hook Me Up« od The Veronicas                   | Prvo mesto na avstralski glasbeni lestvici 19. november 2007                                        | Naslednik: »Apologize« by Timbalanda in OneRepublic |
| Predhodnik: »Y Ahora Voy A Salir (Ranxeira)« od Mägo de Oza | Prvo mesto na španski glasbeni lestvici (prvi krog) 18 November 2007 - 24 November 2007             | Naslednik: »Que Poco Arte« od Sylvia Pantoja        |
| Predhodnik: »Que Poco Arte« od Sylvia Pantoja               | Prvo mesto na španski glasbeni lestvici (drugi krog) 2. december 2007 - 15. december 2007 (2 tedna) | Naslednik: »The Singles Box Set« od The Who         |

## Ostali ustvarjalci
Vir:
- Kylie Minogue – glavni vokali
- Kish Mauve - produkcija
- Dave Bascombe - mešanje
- Geoff Pesche - urejanje

## Zgodovina izidov
| Regija              | Datum             |
| ------------------- | ----------------- |
| Evropa              | 9. november 2007  |
| Avstralija          | 10. november 2007 |
| Združeno kraljestvo | 12. november 2007 |
| Rusija              | 18. november 2007 |